# Ooievaarsmolen
De Ooievaarsmolen is een voormalige stenen windmolen in Elst in de Oost-Vlaamse gemeente Brakel in de Vlaamse Ardennen. De stenen windmolen (bakstenen grondzeiler) werd rond 1840 gebouwd op het hoogste punt van Elst (106 meter). In 1926 werd de molen door brand verwoest; in 1927 werd het windgemaal verwijderd. In 1946 werd er een maalderij aangebouwd. In 2012 en 2014 werden herstellingswerken uitgevoerd.
- Inventaris van het Bouwkundig Erfgoed (Vlaanderen): 74042